# Qijianglong guokr
Qijianglong guokr (Xing et al., 2015 - il cui nome significa letteralmente "drago del Qijiang") è una specie fossile di dinosauro sauropode mamenchisauridae, vissuto nel Tardo Giurassico, nel distretto di Qijiang, in Cina. È l'unica specie del genere Qijianglong.

## Descrizione
Qijianglong aveva la corporatura di un regolare sauropode, dotato, quindi, di un lungo collo, terminante in una piccola testa, e di un'altrettanto lunga coda usata probabilmente per bilanciare il collo e per autodifesa. Il Qijianglong aveva una taglia notevole sebbene inferiore al suo contemporaneo e imparentato Mamenchisaurus, con una lunghezza complessiva di circa 15 metri.
I paleontologi che hanno esaminato l'olotipo di questo animale hanno riscontrato diverse autapomorfie: sulla scatola cranica il basipterygoideus processus ha la forma di una piastra, ed è orientata lungo l'asse del corpo, ed è un ulteriore capo parallelo alla Tubera basilaria. I processi articolari delle vertebre del collo, mostrano delle sfaccettature e delle estensioni a forma di dita, che irrigidivano notevolmente il collo dell'animale sul piano orizzontale, ma permettendo un ampio movimento verticale. Le vertebre posteriori del collo possiedono delle aperture pneumatiche, nella depressione tra la diapofisi, il processo del giunto superiore, e la spina dorsale neurale. Il pube presenta un bordo anteriore concavo, formando una forte curvatura, tale che la sua estremità inferiore è più orientata verso la parte anteriore rispetto al sottostante.

## Storia della scoperta
La prima vertebra ritrovata del Qijianglong, fu scoperta nei primi del 1990, da contadino del villaggio di Cai Changming Heba, Sichuan, nel suo cortile. Più tardi nel 2006, un lavoro in un cantiere vicino a Qijiang scoprì una ricca cava fossilifera, che portò alla luce il resto dei resti dell'animale. Nel 2015, la specie venne ribattezzata Qijianglong guokr dai paleontologi Xing Lida, Tetsuto Miyashita, Zhang Jianping, Li Daqing, Ye Yong, Toru Sekiya, Wang Fengping e Philip John Currie. Il suo nome generico unisce la parola Qijiang (il luogo della scoperta) e la parola mandarina long, ossia "drago". Il nome specifico, invece, guokr, vuol dire semplicemente "poche parole".
L'olotipo ,(QJGPM 1001), è stato trovato in uno strato della Formazione Suining, che risale al tardo Giurassico, forse dell'età dell'Oxfordiano. L'olotipo è costituito da uno scheletro comprendente il cranio. Quest'ultimo comprende la parte posteriore del cranio, una mascella parziale inferiore destra, una serie completa di diciassette vertebre del collo, le prime sei vertebre della schiena, alcune costole, alcune vertebre caudali, il pube e due falangi dei piedi anteriori. È probabile che l'olotipo rappresenti un individuo ancora giovane, grande ma immaturo.

## Classificazione
Il Qijianglong è un sauropode facente parte della famiglia dei Mamenchisauridae, pur essendo stato riconosciuto come un membro basale della famiglia, di cui il più stretto parente era l' Omeisaurus tianfuensis.